# John Warner

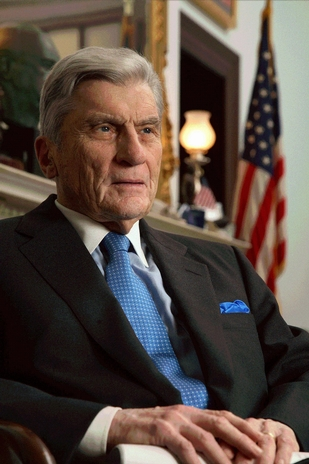
John Warner

John William Warner III (* 18. Februar 1927 in Washington, D.C.; † 25. Mai 2021 in Alexandria, Virginia) war ein US-amerikanischer Politiker (Republikaner). Er war von 1972 bis 1974 Marinestaatssekretär und gehörte von 1979 bis 2009 dem US-Senat als Vertreter Virginias an. Als einflussreicher Vorsitzender des Streitkräfteausschusses lenkte er viele Bundesmittel nach Virginia und galt insbesondere gesellschaftspolitisch als moderat.

## Familie, Ausbildung und Beruf
Warner besuchte in Washington die angesehene St. Albans School. Er trat im Januar 1945 kurz vor seinem 18. Geburtstag der United States Navy bei, in der er bis 1946 diente. Sein höchster Dienstgrad in der Navy war Petty officer third class  (Unteroffizier). Danach besuchte er bis 1949 die Washington and Lee University und danach die Law School der University of Virginia. Im selben Jahr wurde er Assistent von Richter E. Barrett Prettyman am Bundesberufungsgericht. Ab 1956 arbeitete er als Staatsanwalt, ab 1960 als selbstständiger Anwalt.
Warner schloss seine erste Ehe mit Catherine Mellon, der Enkelin des Milliardärs Andrew W. Mellon. Mit ihr bekam er drei Kinder. Nachdem die Ehe 1973 in einer Scheidung geendet hatte, heiratete er 1976 die Schauspielerin Elizabeth Taylor; diese Ehe hielt bis 1982. Er starb als letzter der sieben Ehemänner von Elizabeth Taylor. Ab 2003 war er mit der Immobilienmaklerin Jeanne Vander Myde verheiratet.

## Politische Laufbahn

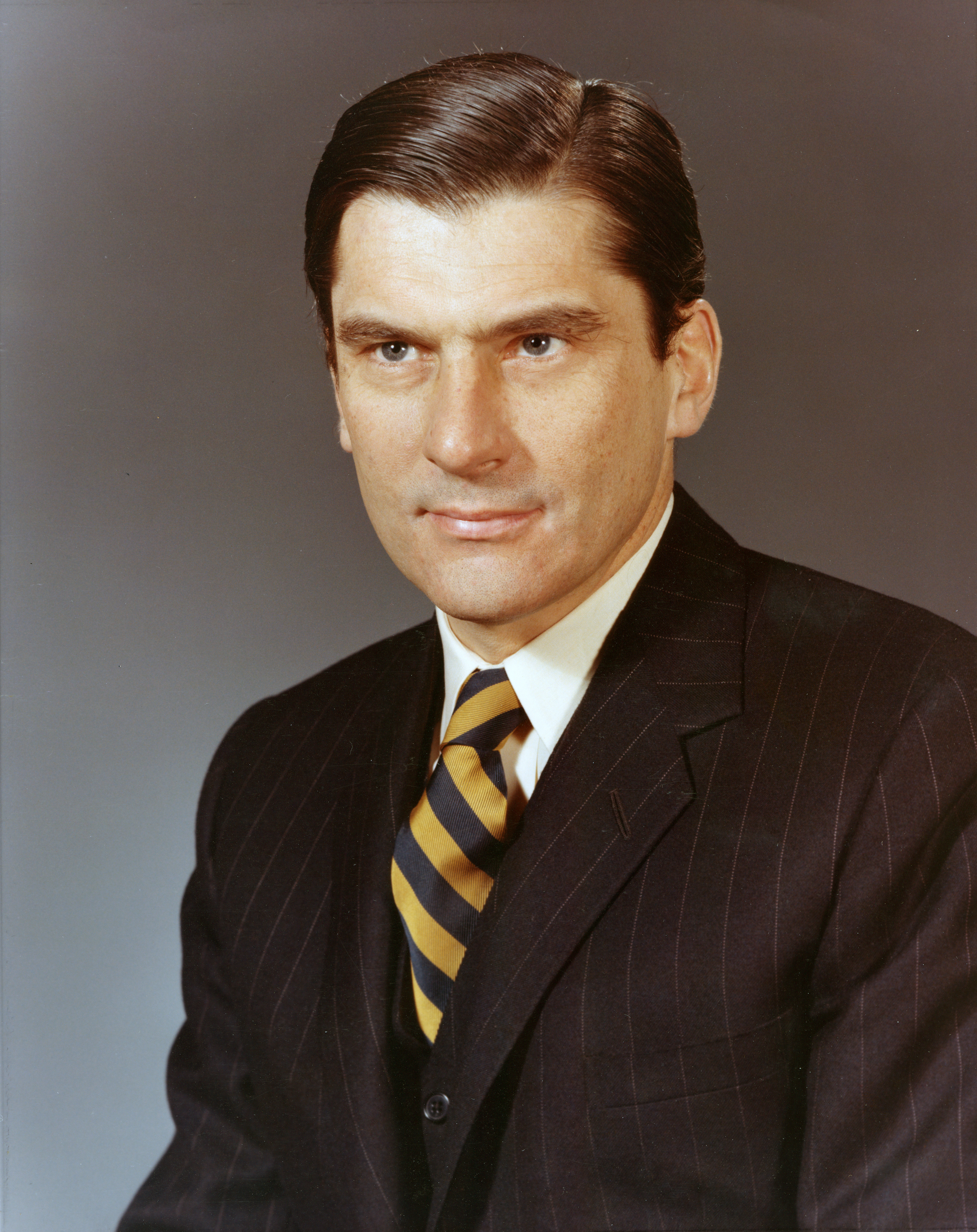
John Warner als Marinestaatssekretär

Im Februar 1969 ernannte Präsident Richard Nixon Warner zum Undersecretary of the Navy in seinem Kabinett. Am 4. Mai folgte er John Chafee als Secretary of the Navy nach. Er nahm in dieser Funktion an den Verhandlungen zum Seerechtsübereinkommen teil.

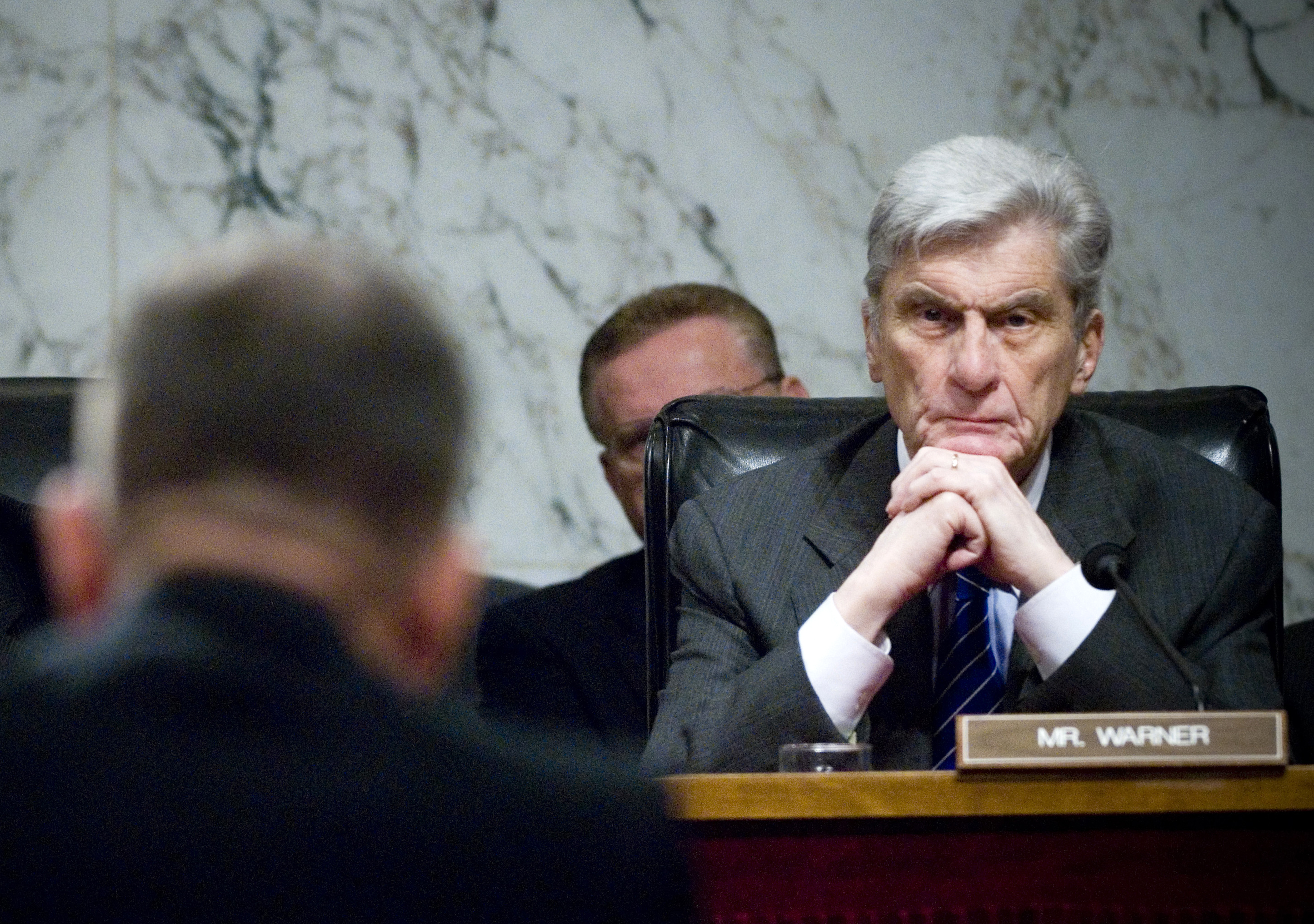
John Warner während einer Sitzung des Streitkräfteausschusses (2007)

Warner trat 1978 erstmals zu einer politischen Wahl an, als er sich für den Senat der Vereinigten Staaten in Virginia bewarb. Der zu dieser Zeit vor allem als Elizabeth Taylors Mann bekannte Warner wurde Zweiter der parteiinternen Vorwahl der Republikaner. Nachdem der Gewinner der Vorwahl, Richard D. Obenshain, vor der Hauptwahl bei einem Flugzeugabsturz starb, nahm Warner an dieser teil und gewann knapp gegen Virginias demokratischen Attorney General Andrew P. Miller. Ab dem 3. Januar 1979 saß Warner fortan im Senat. Er war dort Mitglied in den Ausschüssen für Umwelt und öffentliche Bauten, Gesundheit, Bildung, Arbeit und Renten und Geheimdienste. Seine wichtigste Stellung war jene als Vorsitzender des Streitkräfteausschusses; in dieser Funktion hat er unter anderem die Milliarden Dollar, die jedes Jahr für die Navy-Einrichtungen in Virginia fließen, gesichert und ausgebaut.
2008 gab er bekannt, nicht für eine Wiederwahl als Senator anzutreten. Sein Nachfolger wurde am 3. Januar 2009 der nicht mit ihm verwandte Mark Warner, der 1996 gegen John Warner noch mit 47 zu 52 Prozent der Stimmen unterlegen war. Alle übrigen Wiederwahlen entschied der Republikaner mit einem Anteil von jeweils über 70 Prozent für sich.

## Positionen und Auszeichnungen
Warner galt als moderater Republikaner und gehörte der Minderheit in seiner Partei an, die Gesetze zur Waffenkontrolle befürwortet. Als einer von fünf Republikanern im Senat stimmte er 1999 dafür, die Regelungslücke zu schließen, die es ermöglichte, Waffen bei Waffenmessen zu wesentlich einfacheren Bedingungen zu kaufen (gunshow loophole). Warner trat für ein Recht auf Abtreibung ein, setzte sich aber gleichzeitig für eine Verschärfung der Zugangsmöglichkeiten ein. Ebenso gehörte er zur republikanischen Minderheit, die sexuelle Orientierung als geschützte Kategorie in die Gesetze gegen Hassverbrechen aufnehmen wollte. Warner betrachtete Homosexualität nicht als unmoralisch.
Vor und während Donald Trumps erster Präsidentschaft brach Warner häufiger mit der Parteilinie. So erklärte er Ende September 2016 seine Unterstützung für die Präsidentschaftsbewerberin der Demokraten, Hillary Clinton, gegen den umstrittenen Republikaner Donald Trump, dessen polarisierende Äußerungen er kritisierte. Vor der Halbzeitwahl im November 2018 erklärte er seine Unterstützung für die örtlichen Bewerber der Demokraten, den Senator Tim Kaine und die Kandidatin für den 5. Kongresswahlbezirk Virginias, Leslie Cockburn.
Am 8. Januar 2009, fünf Tage nach Warners Ausscheiden aus dem Senat, gab die US-Navy bekannt, eines der atomar angetriebenen U-Boote der Virginia-Klasse auf den Namen John Warner zu taufen.